# Menesida carinifrons
Menesida carinifrons là một loài bọ cánh cứng trong họ Cerambycidae.